# Або (корвет, 1809)
«Або» — 12-пушечный корвет Черноморского флота. Участник русско-турецкой войны 1806-1812 годов.

## История службы
Корвет был заложен в ноябре 1808 года в Николаеве и после спуска на воду в мае 1809 года вошёл в состав Черноморского флота.
Принимал участие в русско-турецкой войне. С 10 мая по 2 июня 1810 года в составе отряда выходил из Севастополя в крейсерство между Анапой и Суджук-кале. 6 октября в составе эскадры контр-адмирала А. А. Сарычева вышел из Севастополя, а 9 октября эскадра прибыла к Трапезунду. 11 октября вместе с кораблями эскадры принимал участие в бомбардировке турецких укреплений. 17 октября под прикрытием корабельной артиллерии с судов эскадры был высажен десант, но ввиду численного превосходства турецких войск десант пришлось снять с берега и эскадра ушла в море. К 30 октября корабли вернулись в Севастополь. C 1811 по 1813 год выходил в крейсерство к берегам Крыма. 
В составе эскадр находился в практических плаваниях в Чёрном море в 1814 и 1815 годах. C 1816 по 1826 год исполнял роль военной брандвахты Одесского и Феодосийского портов.
По распоряжению феодосийского градоначальника 18 августа 1820 года корвет готовился отправиться в Севастополь. Принял на борт прибывших в из Керчи семейство Н. Н. Раевского и А. С. Пушкина и к 19 августа доставил их к месту отдыха в Гурзуф. 
Командиром корвета в 1820 году был капитан-лейтенант Иван Прокофьевич Дмитриев, именно ему предстояло сопровождать А. С. Пушкина в пути. Впечатления от морского плавания на «Або» нашли отражение в известном стихотворении «Погасло дневное светило…», написанном, по словам самого поэта, «ночью на корабле»:

Лети, корабль, неси меня к пределам дальним

По грозной прихоти обманчивых морей.
Александр Сергеевич в письмах упоминает и капитана корабля, правда не называя его имени: 

Вот Чатырдаг, сказал мне капитан. Я не различил его, да и не любопытствовал
В 1826 году корвет «Або» переоборудован в портовое судно.

## Память
В сентябре 2003 года на набережной Феодосии была установлена памятная доска со следующим текстом: 

С набережной Феодосии вечером 18 (30 по н. ст.) августа 1820 года на корвете «Або» с семьёй генерала Н. Н. Раевского отправился в Гурзуф А. С. Пушкин.

## Командиры корвета
Командирами корвета в разное время служили:
- А. К. Диц (1811—1812 годы).
- А. А. Дурасов (по июнь 1813 года).
- М. Я. Насекин (с июня 1813 года).
- А. Д. Пегелов (1814—1815 годы).
- П. П. Кумеллас (1816—1817 годы).
- А. С. Сундий (1818 год).
- И. П. Дмитриев (1819—1820 годы).
- А. Б. Броневский (1821—1822 годы).
- В. В. Зайцев (1823 год).
- С. М. Стройников (1824 год).
- Л. М. Серебряков (1825 год).
- А. Т. Барладян (1826 год).